# (679) Pax
(679) Pax – planetoida z pasa głównego asteroid okrążająca Słońce w ciągu 4 lat i 61 dni w średniej odległości 2,59 j.a. Została odkryta 28 stycznia 1909 roku w Landessternwarte Heidelberg-Königstuhl w Heidelbergu przez Augusta Kopffa. Nazwa planetoidy pochodzi od Pax, w mitologii rzymskiej bogini pokoju. Przed jej nadaniem planetoida nosiła oznaczenie tymczasowe (679) 1909 FY.